# Interstate 49
Interstate 49 – autostrada międzystanowa w stanach Luizjana, Arkansas i Missouri w USA. Dzieli się na kilka odcinków:
- Odcinek południowy w Luizjanie prowadzi z miejscowości Lafayette na północ do węzła z I-20 w mieście Shreveport;
- Odcinek łączący Luizjanę z Arkansas rozpoczyna się od węzła z I-220 w Shreveport i prowadzi do miasta Texarkana, gdzie kończy się przy drodze krajowej nr 71;
- Odcinek północny w Arkansas obejmuje dziewięciokilometrowy fragment wokół miasta Fort Smith, a na przeciwległym brzegu rzeki Arkansas rozpoczyna się w Alma od węzła z I-40, prowadząc do Bella Vista blisko granicy ze stanem Missouri;
- Odcinek w Missouri rozpoczyna się w okolicach Pineville, a kończy na węźle z I-435 i I-470 na południowych przedmieściach Kansas City. W okolicach Joplin droga ma na odcinku ok. 11 km wspólny przebieg z I-44;

Długość wybudowanego odcinka trasy wynosi 849,77 km (528,02 mil).